# Takahiro Futagawa
Takahiro Futagawa (27 giugno 1980) è un allenatore di calcio ed ex calciatore giapponese, di ruolo centrocampista, tecnico del Tiamo Hirakata.

## Palmarès

### Competizioni nazionali
- Campionato giapponese: 2

Gamba Osaka: 2005, 2014
- Supercoppa del Giappone: 1

Gamba Osaka: 2007
- Coppa Yamazaki Nabisco: 2

Gamba Osaka: 2007, 2014
- Coppa del Giappone: 2

Gamba Osaka: 2008, 2009

### Competizioni internazionali
- AFC Champions League: 1

Gamba Osaka: 2008